# Osian Roberts
Osian Roberts (Anglesey, Gales, 18 de agosto de 1965) es un exjugador y entrenador de fútbol galés. Actualmente es el jefe de desarrollo del Como 1907 de la Serie A.

## Trayectoria
Roberts nació en Anglesey y se crio en Bodffordd en la isla.Jugó en el norte de Gales para Bangor City, Bethesda Athletic y Llangefni Town,antes de mudarse a los Estados Unidos a la edad de 19 años después de recibir una beca para asistir a la Universidad Furman.Allí, fue nombrado jugador del año de la Conferencia Sur en 1986 y 1988. Posteriormente jugó en la American Professional Soccer League para los New Mexico Chiles, donde fue jugador-entrenador.
Después de regresar al Reino Unido, se convirtió en Oficial de Desarrollo del Fútbol de Anglesey en 1991.En junio de 2007, renunció como entrenador del Porthmadog para asumir el cargo de director deportivo de la Asociación de Fútbol de Gales.El 21 de julio de 2015, fue ascendido como asistente técnico de la selección de Gales bajo la dirección de Chris Coleman.A pesar de la renuncia de este último en noviembre de 2017, se mantuvo en el mismo cargo con Ryan Giggs en el seleccionado europeo.
El 1 de agosto de 2019, se anunció que se había convertido en director deportivo de la selección de Marruecos.En julio de 2021, dejó su cargo para ser asistente técnico de Patrick Vieira en el Crystal Palace.Luego de que el francés fuese despedido en marzo de 2023, Roberts y su cuerpo técnico también fueron liberados.
En diciembre de 2023, fue confirmado como el jefe de desarrollo del Como 1907 y entrenador interino del club hasta el final de la temporada.El 10 de mayo de 2024, obtuvo el ascenso a la Serie A luego de empatar ante el Cosenza por 1-1 en la última jornada.En julio de 2024, fue reemplazado en su cargo y oficializado como el nuevo jefe de desarrollo del equipo italiano.

## Clubes

### Como jugador
| Club              | País           | Año       |
| ----------------- | -------------- | --------- |
| Bangor City       | Gales          | 1983-1984 |
| Bethesda Athletic | Gales          | 1984-1985 |
| Llangefni Town    | Gales          | 1985      |
| New Mexico Chiles | Estados Unidos | 1989-1990 |

### Como entrenador
| Club              | País           | Año       |
| ----------------- | -------------- | --------- |
| New Mexico Chiles | Estados Unidos | 1990      |
| Porthmadog        | Gales          | 1999-2007 |
| Como 1907         | Italia         | 2023-2024 |